# Helmscherode
Helmscherode est un quartier de la commune allemande de Bad Gandersheim, dans l'arrondissement de Northeim, Land de Basse-Saxe.

## Géographie
Helmscherode se situe au nord-est de la chaîne de Heber.

## Histoire
Helmscherode est mentionné pour la première fois en 1382 sous le nom de Helmsingrode.
Helmscherode fusionne avec Bad Gandersheim en mars 1974.

## Personnalités liées à la commune
- Wilhelm Keitel (1882-1946), général, commandant de l'Oberkommando der Wehrmacht.
- Bodewin Keitel (1888-1953), général d'infanterie.

## Source, notes et références
- (de) Cet article est partiellement ou en totalité issu de l’article de Wikipédia en allemand intitulé « Helmscherode » (voir la liste des auteurs).